# Aerodramus germani
Andorinhão-de-germain ou salangana-de-uropígio-claro(Aerodramus germani) é uma espécie de ave da família Apodidae.
Pode ser encontrada nos seguintes países: China, Indonésia, Laos, Malásia, Myanmar, Filipinas, Singapura, Tailândia e Vietname.
Os seus habitats naturais são: florestas subtropicais ou tropicais húmidas de baixa altitude e regiões subtropicais ou tropicais húmidas de alta altitude.